# Kalkali

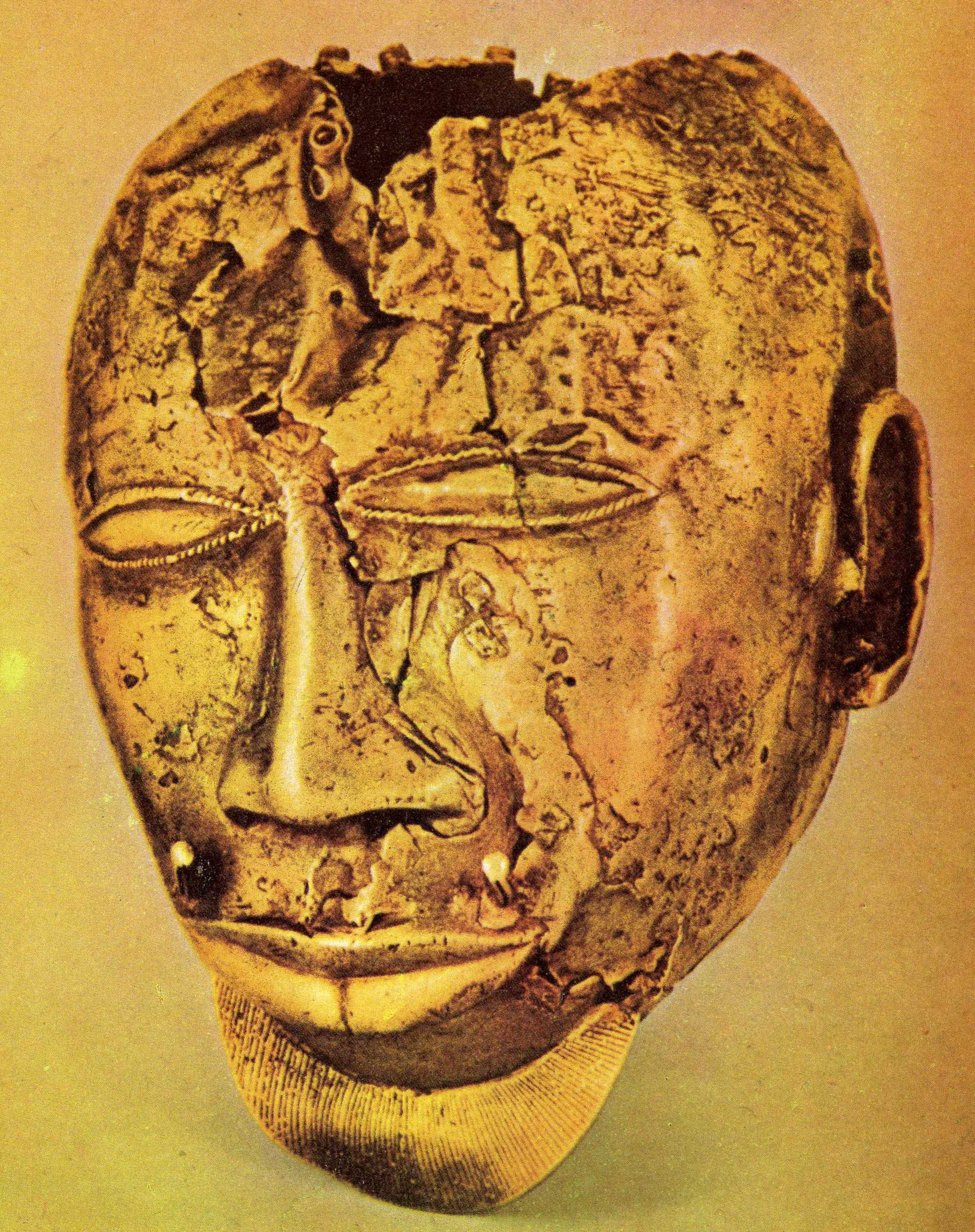
Złota maska Kaofi Kalkali.

Kaofi Kalkali (Coffee Calcalee, Kerrikerri lub Kofi Kakari) (ur. ok. 1837, zm. 1884) – król  Aszanti, wstąpił na tron w roku 1867 po śmierci swego ojca Kwaku Dua.
Pomiędzy 9 czerwca 1873 a 4 lutego 1874 walczył z wojskami brytyjskimi na Złotym Wybrzeżu (dzisiejsza Ghana) w obronie stolicy Kumasi oraz miast Amoaful i Ardahsa.
Zdetronizowany w roku 1874.